# Pilisi Bence
Pilisi Bence (Szekszárd, 1996. szeptember 15. –) magyar labdarúgó, aki jelenleg szabadúszó játékosa.

## Statisztika
2016. július 16-i állapot szerint.
| Klub              | Szezon   | Bajnokság | Bajnokság | Kupa  | Kupa | Nemzetközi | Nemzetközi | Összesen | Összesen |
| Klub              | Szezon   | Mérk.     | Gól       | Mérk. | Gól  | Mérk.      | Gól        | Mérk.    | Gól      |
| ----------------- | -------- | --------- | --------- | ----- | ---- | ---------- | ---------- | -------- | -------- |
| Wacker Burghausen | 2014-15  | 0         | 0         | 0     | 0    | -          | -          | 0        | 0        |
| Wacker Burghausen | 2015-16  | 1         | 0         | 0     | 0    | -          | -          | 1        | 0        |
| Wacker Burghausen | Összesen | 1         | 0         | 0     | 0    | 0          | 0          | 1        | 0        |
| Összesen          | Összesen | 1         | 0         | 0     | 0    | 0          | 0          | 1        | 0        |